# Академія есперанто

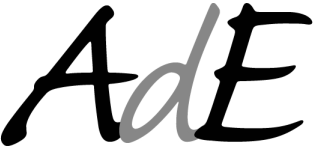
Символ Академії

Академія есперанто (есп. Akademio de Esperanto) є незалежним мовним інститутом, завданням якого є збереження та захист фундаментальних принципів мови есперанто, та контроль за її розвитком.
Академію Есперанто під назвою «Мовний Комітет» було засновано 1905 року під час І-го Всесвітнього Конгресу Есперанто за пропозицією Заменгофа. Назву «Академія Есперанто» спочатку носила вища комісія Мовного Комітету. У 1948 році Мовний Комітет і його Академія злилися в одну організацію під загальною назвою «Академія Есперанто».
Академія складається з 45 членів і має президента, віце-президентів і секретаря. Академія фінансується за рахунок субсидії Всесвітньої асоціації есперанто та пожертвувань.
Члени Академії були: Марек Благуш, Елі Урбанова, Карел Піч, Борис Колкер, Анна Левенштейн.